# Epirrhoe seraphimae
Epirrhoe seraphimae är en fjärilsart som beskrevs av Kolossow 1936. Epirrhoe seraphimae ingår i släktet Epirrhoe och familjen mätare. Inga underarter finns listade i Catalogue of Life.